# الجامع الكبير (شقلاوة)
الجامع الكبير في شقلاوة ويقع الجامع في قضاء شقلاوة بمنطقة تسمى منطقة الجامع الكبير في محافظة أربيل شمال العراق، وهو من مساجد أربيل الأثرية والقديمة والتي بنيت قبل خمسة قرون ولا يعرف بانيه، ولقد عمرهُ وأعاد بناؤه الأمير محمود بك وحرمهُ (بوك عنبر) في عام 1304هـ/1886م، وهذا ما أستدل عليهِ حسب المخطوطة التي وجدت على الجدار وتوجد في الجامع بقايا حجر الأعمدة الكرانيت على شكل اسطوانة، ويحتوي الجامع على مصلى واسع وغرفة للإمام والخطيب ومخزن، وتوجد قبالة الحرم طارمة وباحة كبيرة كما يحتوي الجامع على قبر الأمير محمود بك وبجانبهِ قبر حرمه (بوك عنبر).